# Vestalenula cornelia
Vestalenula cornelia — вид ракоподібних класу черепашкових (Ostracoda).

## Поширення
Ендемік Японії. Вид поширений лише в одному прісноводному джерелі поблизу озера Біва на острові Якусіма з архіпелагу Осумі.

## Опис
До відкриття виду у роді Vestalenula були відомі лише самиці. Вважалося, що представники роду розмножуються лише партеногенезом. Проте дослідники у 2006 році серед численних самиць нового виду виявили трьох самців.  В організмах виявлених самців сперми не знайшли, але це може бути наслідком сезонності розмноження. Достеменно невідомо, чи самиці займаються статевим розмноженням постійно, чи переважає безстатеве розмноження.

## Назва
Вид названо на честь персонажа давньоримської весталки Корнелії, яка таємно мала коханця.